# Capitone (Narni)
Capitone is een plaats (frazione) in de Italiaanse gemeente Narni.